# 조상호 (1972년)
조상호(1972년 3월 15일 ~ )는 대한민국 서울특별시의회 의원이다.

## 학력
- 전북대학교 회계학 학사
- 서울시립대학교 세무전문대학원 세무학 석사

## 경력
- 조상호 세무회계사무소 대표
- 한국세무사회 중소기업자문위원
- 2010년 7월 1일 ~ 2014년 6월 30일: 제8대 서울특별시의회 의원
- 2014년 7월 1일 ~ 2018년 6월 30일: 제9대 서울특별시의회 의원
- 2018년 7월 1일 ~ 2022년 6월 30일: 제10대 서울특별시의회 의원

## 역대 선거 결과
|  | 54.09% |

|  | 53.37% |

|  | 67.1% |